# Rio Frăsinet (Teslui)
O Rio Frăsinet é um rio da Romênia, afluente do Teslui, localizado no distrito de Olt.